# Jeringa

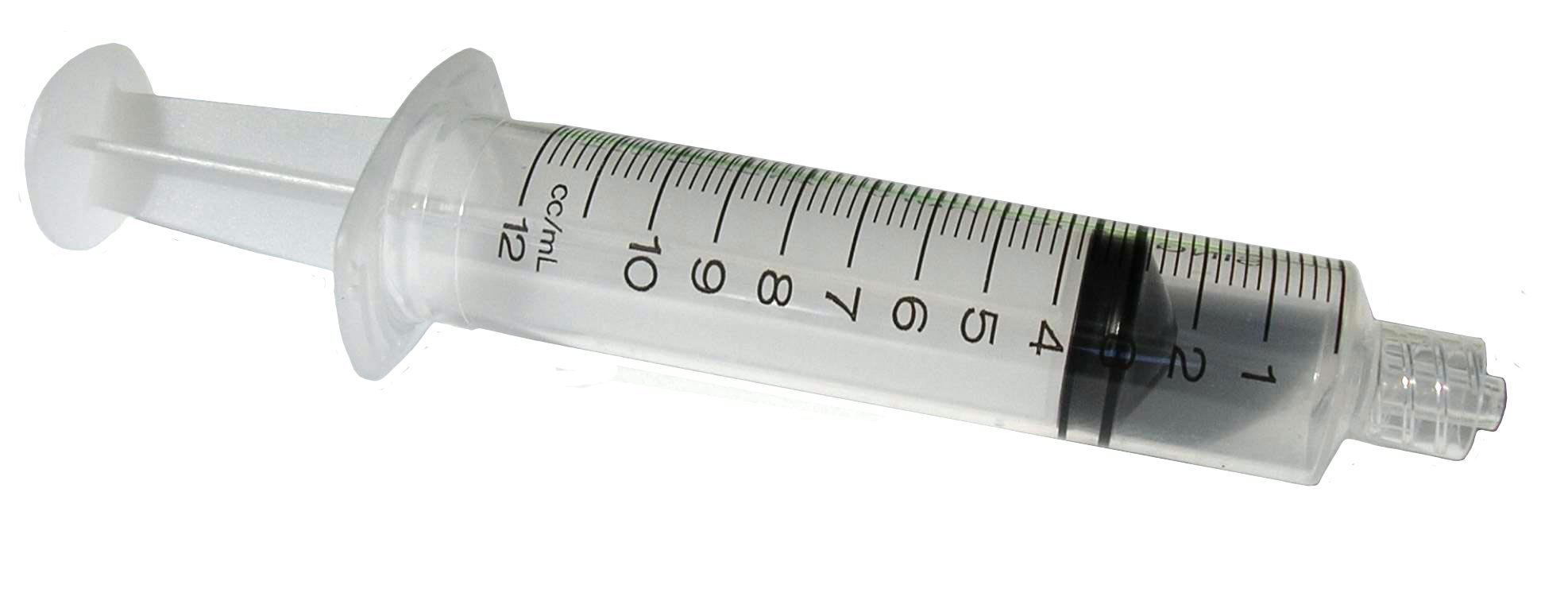
Una jeringa estándar en la actualidad.

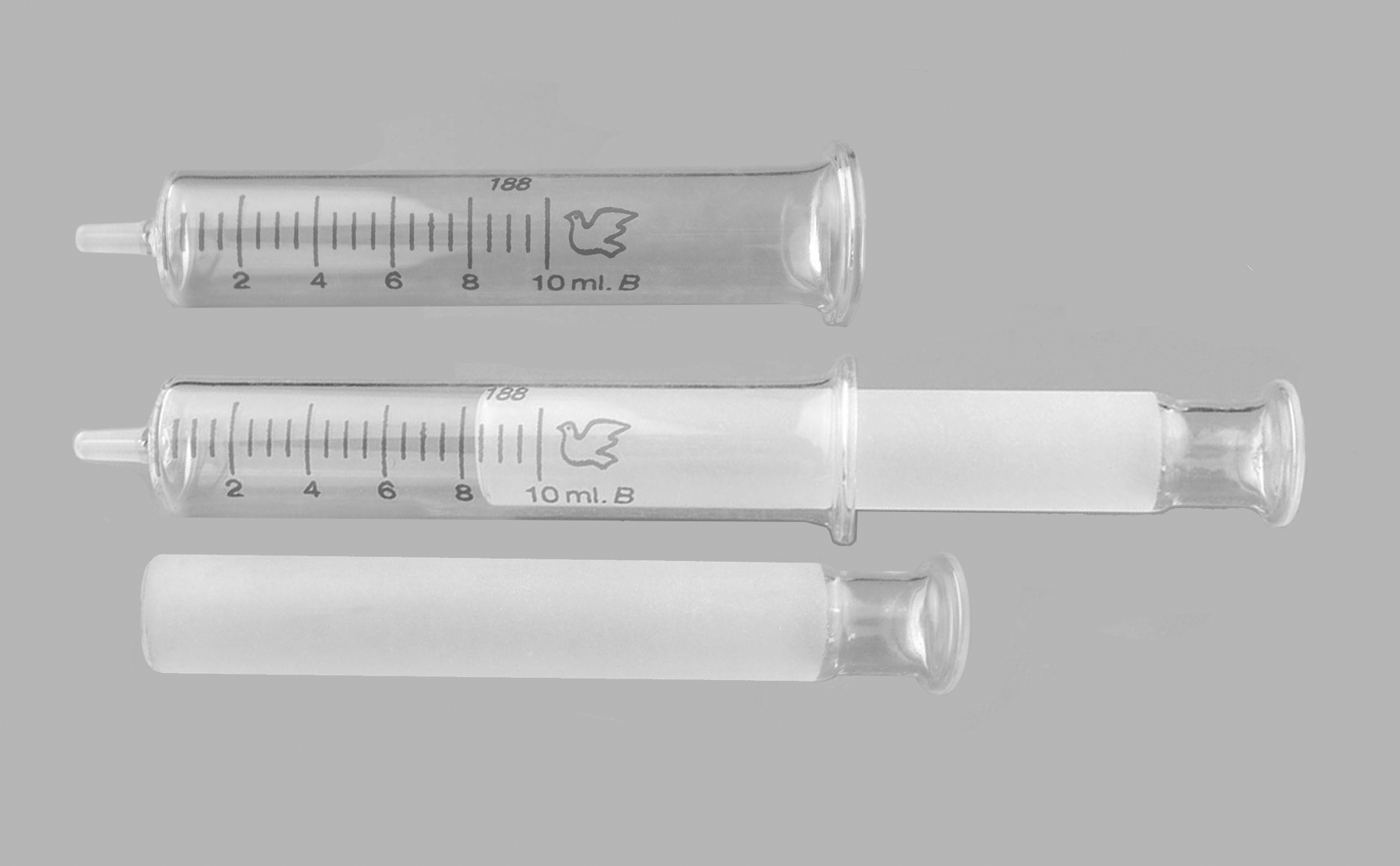
Jeringa de vidrio.

Una jeringa (del griego syrinx, "tubo"), consiste en un émbolo insertado en un tubo que tiene una pequeña apertura en uno de sus extremos por donde se expulsa el contenido de dicho tubo. Inventada por Alexander Wood. En 1899, la enfermera estadounidense Letitia Mumford Geer inventó una jeringa que se podía manejar con una sola mano y que es el sistema usado desde entonces. La jeringuilla desechable de plástico que utilizamos en la actualidad es un invento del español Manuel Jalón. También existe una jeringa metálica donde se inserta un cartucho llamado carpule, la misma se usa para anestesia local en odontología.   

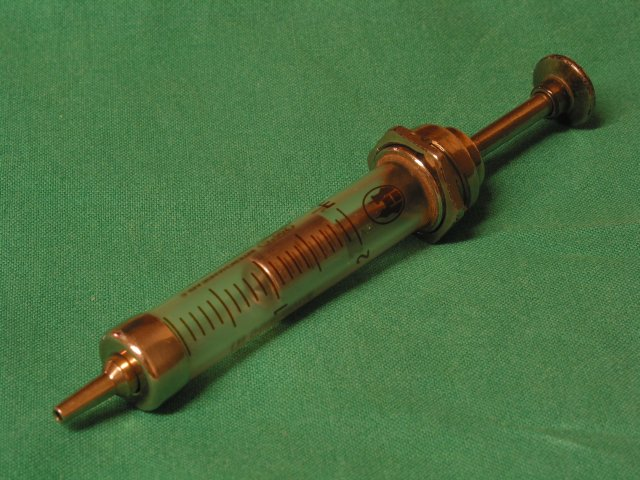
Jeringa de cobre y vidrio.

Las jeringas son utilizadas para introducir pequeñas cantidades de gases o líquidos en áreas inaccesibles o para tomar muestras de los componentes de dichos lugares. Normalmente se la llena introduciendo la aguja en el líquido y  tirando del émbolo. A continuación se coloca con la aguja hacia arriba y se presiona el émbolo para expulsar las burbujas de aire que hayan quedado, y  posteriormente se introduce la aguja y se expulsa el líquido presionando el émbolo.
El proceso de administrar una sustancia con una jeringa se llama inyección. Por tal motivo, se le suele llamar también inyector o inyectadora.